# コンプリートガチャ
コンプリートガチャ（和製英語：Complete Gacha）とは、携帯電話用などのソーシャルゲームにおけるアイテム課金の仕組みの一つ。日本では不当景品類及び不当表示防止法（景品表示法のカード合わせの手法）に抵触する行為。略して、コンプガチャとも。
カプセルトイ（ガチャ）のようにランダムに入手できるアイテムのうち、特定の複数アイテムをすべて揃える（コンプリートする）ことでレアアイテムを入手できるシステムのことを指す。業界団体のガイドラインでは、「有料ガチャアイテムを含む特定の2つ以上の異なるアイテム等を全部揃えることを条件として、ソーシャルゲーム等で使用することができる景品類たる別のアイテム等を利用者に提供する方式」と定義している。

## 概要
携帯電話用などのソーシャルゲームは多くが基本無料を謳っており、アイテム課金によって利益を得るシステムになっている。
「ガチャ」とは、カプセルトイの俗称「ガチャガチャ」「ガチャポン」に由来し、ランダムにアイテムを入手できるゲーム内のシステム（ルートボックスを参照）で、ガチャは1回ごとに課金を伴い、携帯電話の使用料と一緒にユーザーが支払うことになる。ゲームによっては無料のガチャがあり、一定時間（1日1回～数回など）経つとできるもの、特定のミッション（レベルを上げる、フレンドを増やす、ゲーム外のコラボイベントなどでのチケット入手）でできるものがある。
特定のカードやアバターのようなゲーム内アイテムを手に入れようと思っても、ガチャの場合は欲しいアイテムを直接購入することはできない。欲しいアイテムがある場合は、くじを引くようにそれが当たるまで何度もガチャを行う権利を有料（または無料）で購入する必要がある。特にコンプリートガチャの場合は、目的となるレアアイテムを手に入れるため、ガチャを通して出る複数の特定アイテムをすべて揃えなければならず、揃うまでに多数の重複するアイテムを購入することになる。それによりユーザーへ多額の課金が発生することになる、社会問題にもなった。

## コンプガチャ違法問題
2012年（平成24年）5月5日、日本の消費者庁がコンプリートガチャを不当景品類及び不当表示防止法（景品表示法）違反であるとして、ゲーム会社に注意を喚起する方針であると報じられた。ガチャはゲーム内の仮想通貨を使う。仮想通貨の購入にはお金が必要で、後日、携帯電話の使用料や予め登録したクレジットカードに請求される後払いの形になっている。このため、未成年者が親のクレジットカードまで使い込むケースも出てきており、消費者庁に苦情が多数寄せられていた。
消費者庁が問題視しているとされるのは「コンプリートガチャ」のみであり、従来の「ランダム型アイテム提供方式」に基づくガチャは何も問題視していない。この報道に対して、5月7日午前の東京株式市場ではソーシャルゲーム関連会社の株が軒並み下落し、「コンプガチャショック」と呼ばれた。
翌5月8日に消費者担当相の松原仁はコンプリートガチャが景表法違反の「可能性がある」と述べており、明確に「違反である」とは断言していない。この発言に対して、グリーの田中良和社長は「（消費者庁から）何らかの指摘や要望が仮にあった場合には、真摯に対応を検討したい」と答えた。
5月9日、グリー、DeNAともにソーシャルゲームでのコンプリートガチャを終了する方針を発表した。これに追随し、他のプラットフォーム事業者もコンプリートガチャの新規提供を行わないこと、既存のものも5月をもって終了する方針を発表した。
5月10日、バンダイナムコグループもグループ会社が配信するソーシャルゲームでのコンプリートガチャを5月いっぱいで終了すると発表した。
5月18日、消費者庁はコンプリートガチャならびに類似サービスは景品表示法（カード合わせの手法）に抵触することを明言し、運用の見直しを発表した。

## 補足
上記の規制の根拠となっている景品表示法の「カード合わせ」が禁じられた時期は1977年（昭和52年）の告示改正であり、その背景はプロ野球選手やアニメのカードを複数枚集めることで景品がもらえるなどの懸賞が爆発的な人気を呼んでおり、これらの商品が主に判断力の低く、労働能力がない児童向けであること、また、欺瞞性の高いものと判断されたためである。
日本オンラインゲーム協会のガイドラインでは消費者庁運用基準について「なお、特定の2つ以上の異なる種類のアイテムを揃えることについて、事前にその特定の組み合わせを明示していない場合は、原則として問題ないと考えられる。」としている。
米国の多くの州や韓国など海外の一部地域では2020年時点で合法だが、日本のコンプリートガチャ規制は自主規制ではなく法規制であるため、海外のゲーム事業者であっても日本で展開する場合には違法となる。